# 劉璉 (弘治進士)
劉璉（1459年—？年），字廷美，江西饒州府鄱陽縣人，明朝政治人物。

## 生平
弘治六年（1493年）癸丑科進士。歷官廣西柳州府知府，以軍功得到都御史陈金賞識。後來因剿匪孤軍深入被捉，遭到剖腹實草身亡。